# Euleia rotundiventris
Euleia rotundiventris är en tvåvingeart som först beskrevs av Fallen 1814.  Euleia rotundiventris ingår i släktet Euleia och familjen borrflugor. Inga underarter finns listade i Catalogue of Life.

## Bildgalleri

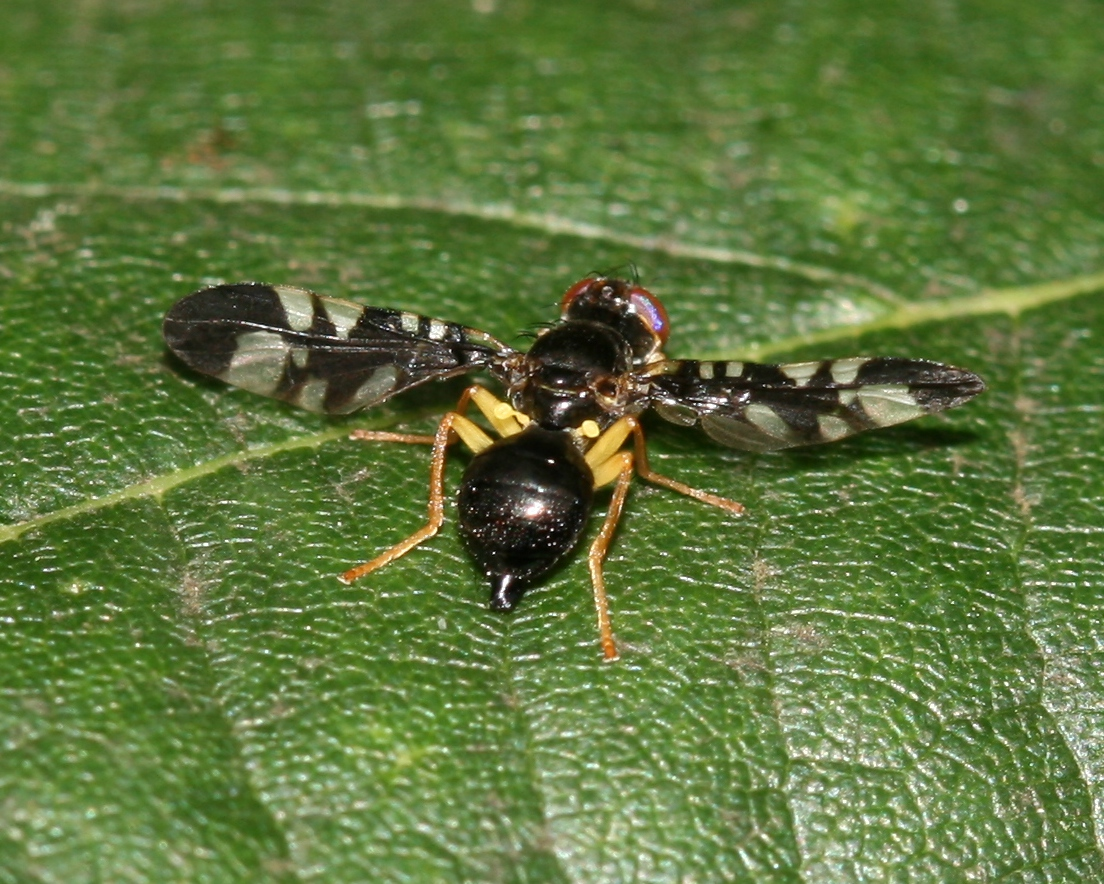
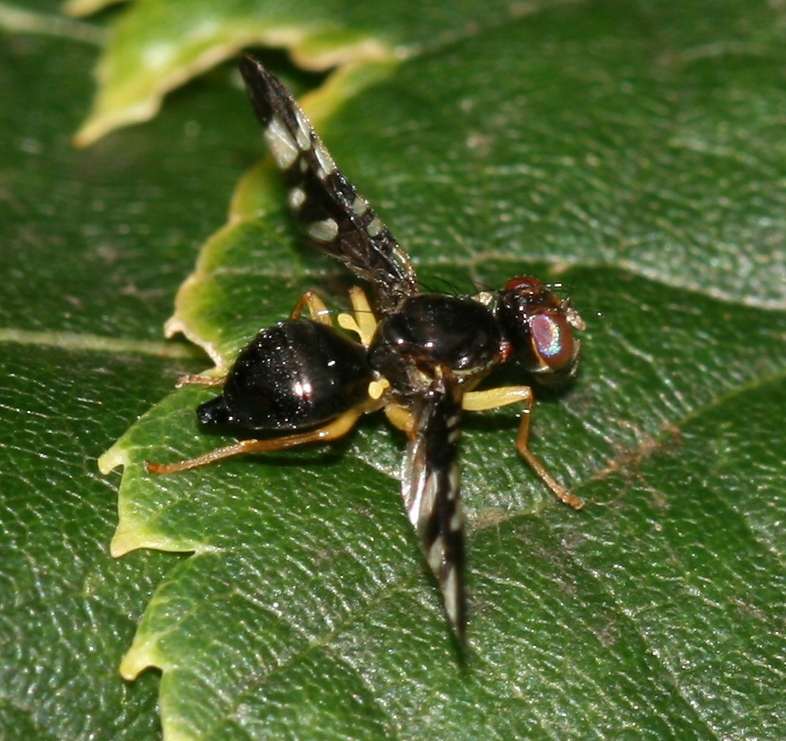
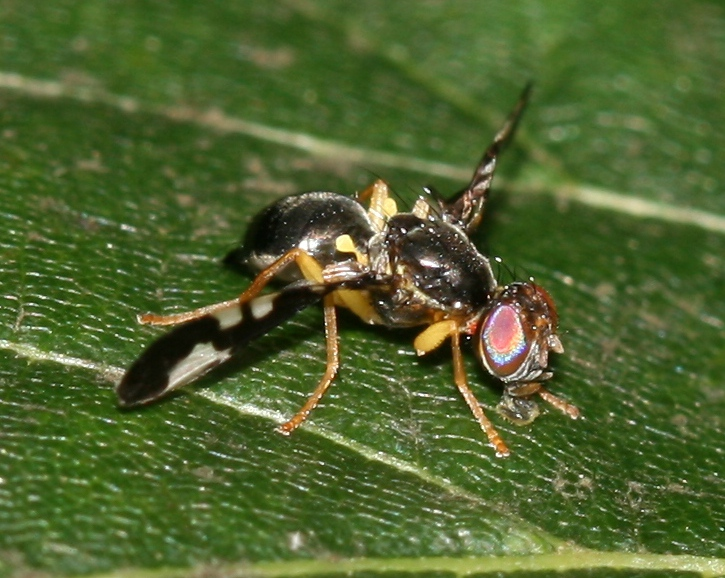
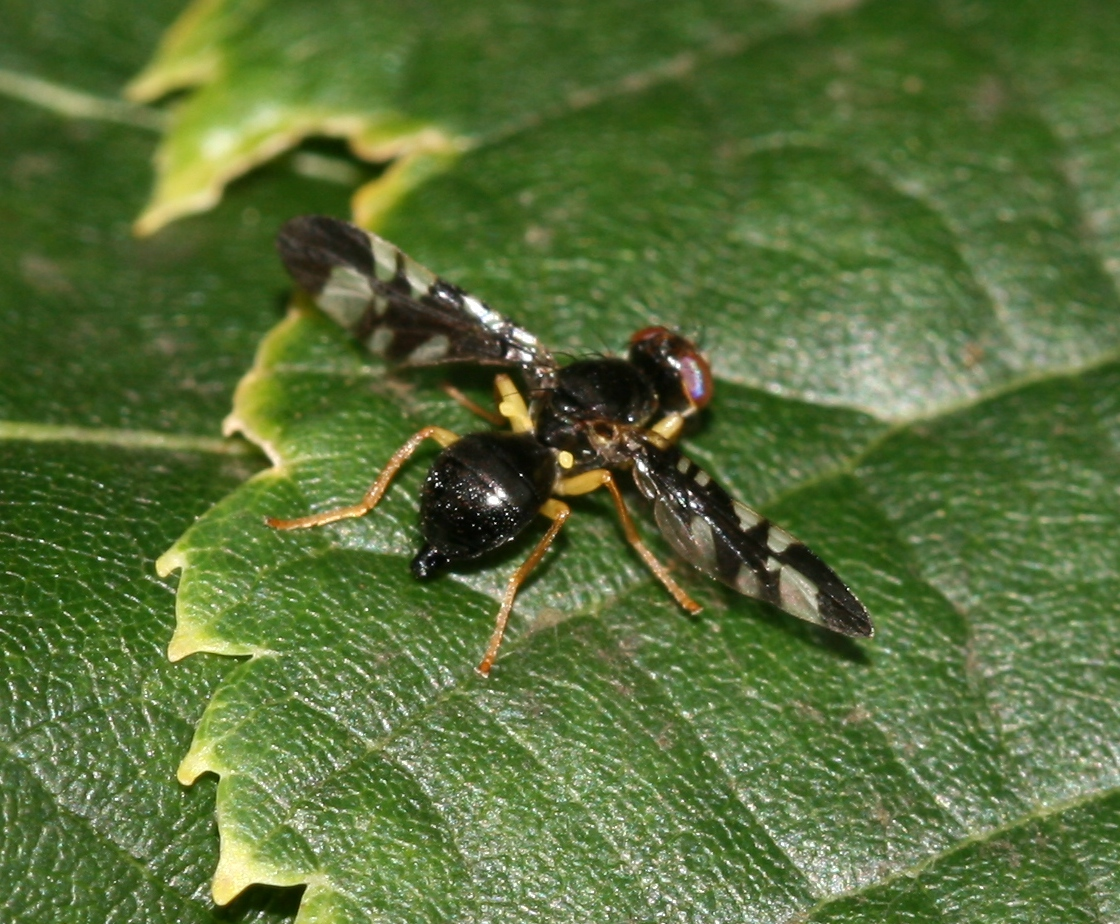
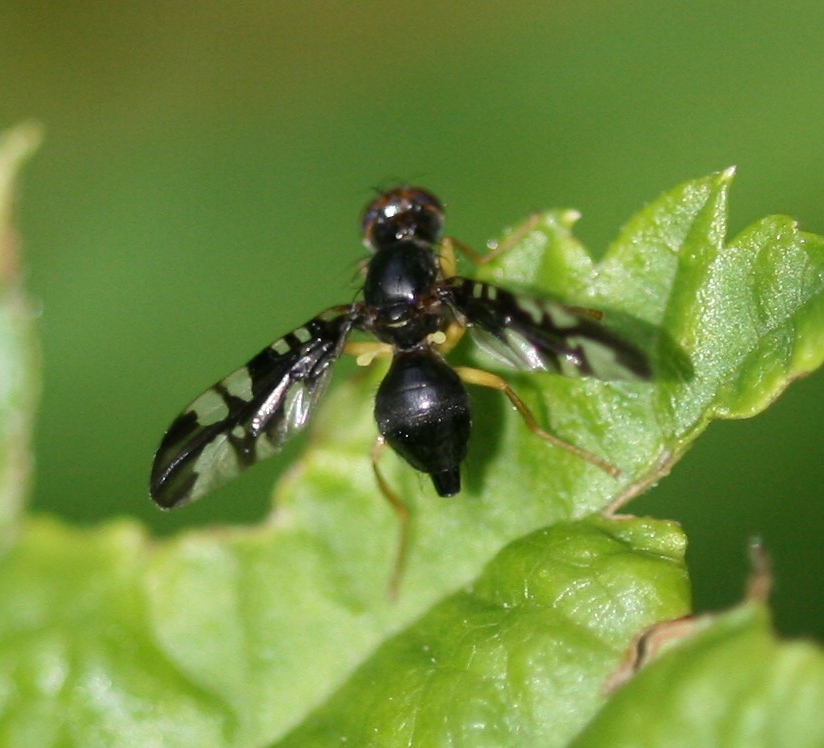
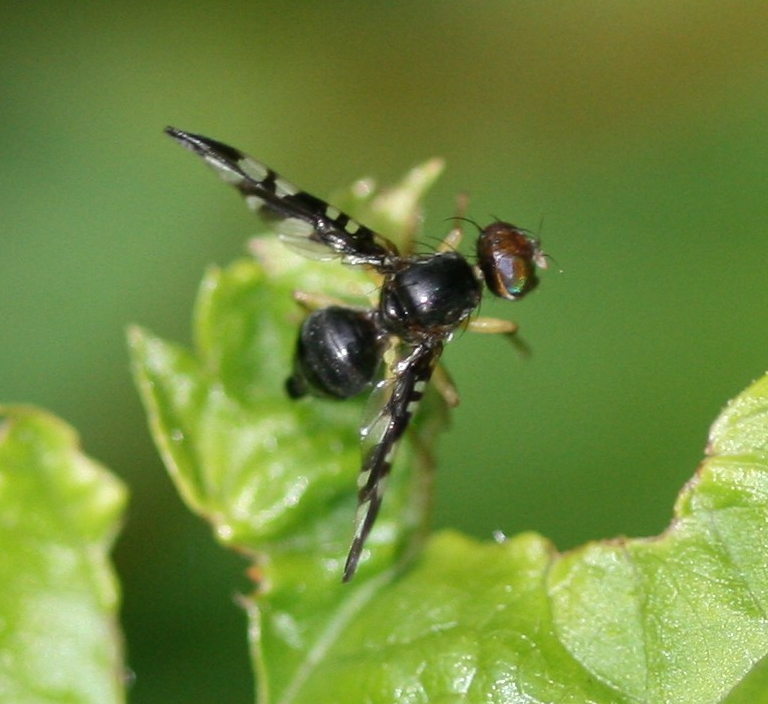